# マトヴェイ・グセフ
マトヴェイ・グセフ（Matvey Matveyevich Gusev、ロシア語: Матве́й Матве́евич Гу́сев、1826年11月28日（旧暦11月16日）- 1866年4月22日（旧暦4月10日））は、ロシアの天文学者である。キーロフで生まれ、サンクトペテルブルク近郊のプルコヴォ天文台で1850年から1852年まで研究し、その後、ヴィリニュス大学にヴィリニュス天文台を創設し、そこで研究を行った。
1860年、彼はロシア国内で最初の学術誌となる、数学と物理学の専門誌Vestnik matematicheskikh nauk (Вестник математических наук)を創刊した。1865年にはヴィリニュス天文台の台長となった。
また彼は、1860年に、月は地球に向かって引き伸ばされた形をしていて、真球ではないことを初めて証明した。彼は、ヴィリニュス天文台在職中に月や、黒点を含む太陽の写真を撮り、天文学の分野で写真を用い始めた草分けの1人と考えられている。
グセフは1866年にドイツのベルリンで死去した。火星上でスピリットの着陸地点として有名になった大きなクレーターは、彼の名前にちなんでグセフと命名された。